# Abraham de Verwer

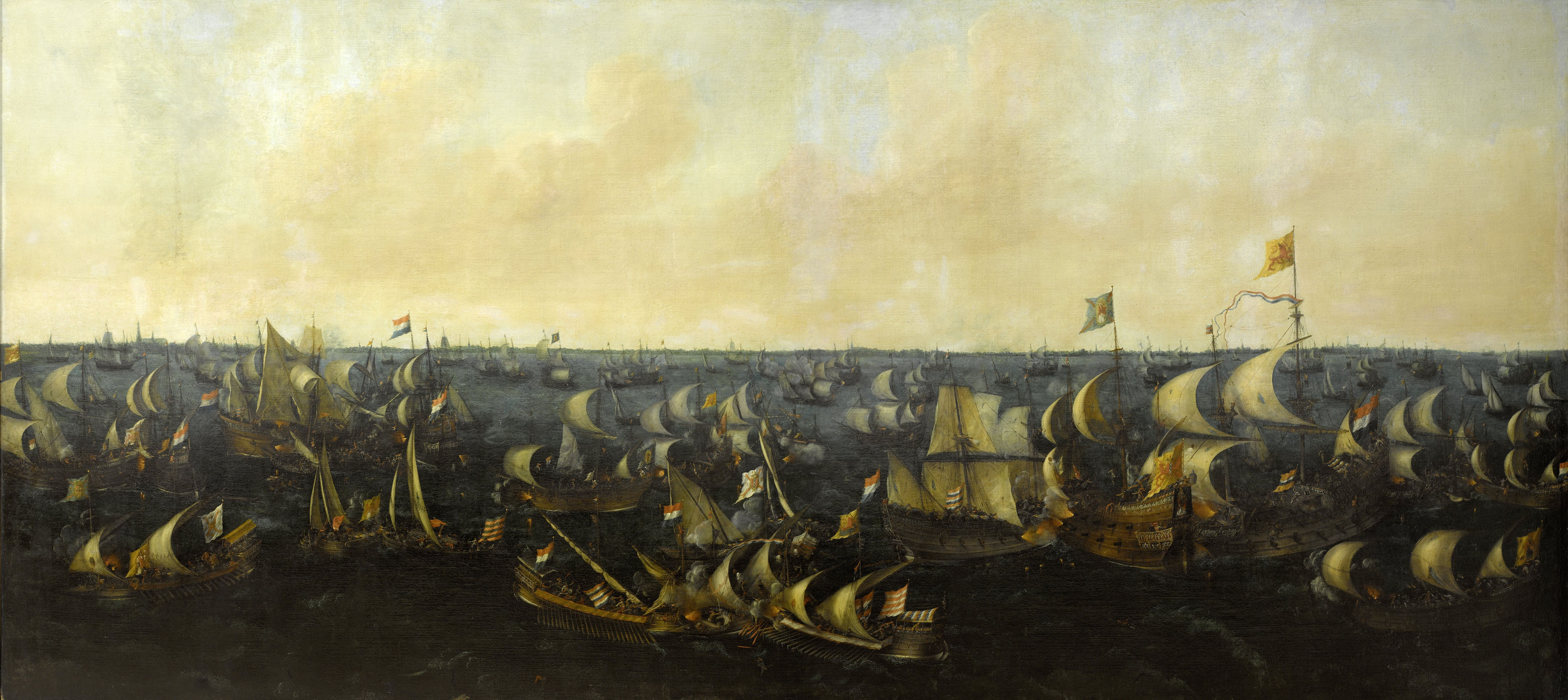
Slag op de Zuiderzee, 6 oktober 1573, 1621, Rijksmuseum Amsterdam

Abraham de Verwer (Haarlem, 1585 - Amsterdam, 1650) was een Nederlands kunstschilder en tekenaar uit de periode van de Gouden Eeuw. Hij vervaardigde stadsgezichten, (rivier)landschappen en marines. 
In het testament van zijn vrouw uit 1607 staat hij vermeld als schrijnwerker. Vermoedelijk is hij pas later als schilder begonnen. Wie zijn leermeester was, is niet bekend. Zijn vroegst gedateerde werk is uit 1610. Niet duidelijk is wanneer hij naar Amsterdam vertrok, maar hij wordt in 1617 vermeld als schilder in die stad.
Abraham de Verwer, ook bekend als Abraham de Verwer (of de Verweer) van Burghstrate was in 1637 en 1639 in Frankrijk, of hij verbleef daar tijdens die gehele periode. In Parijs en andere steden maakte hij een aantal stadsgezichten. Vervolgens woonde hij weer in Amsterdam, waar hij in 1642 een huis kocht aan de Prinsengracht. Later woonde hij in de Warmoesstraat, waar hij in 1650 overleed.
Hij was de vader en leermeester van de schilder Justus de Verwer.